# Colección Santander
Colección Santander – kolekcja sztuki znajdująca się w Madrycie Hiszpanii, nad działalnością której czuwa powołana Fundación Banco Santander. Jest to jedna z największych prywatnych kolekcji w Hiszpanii.
Kolekcja powstała wraz z powstaniem pierwszego banku Santander w XIX wieku. Przez te lata zbiór systematycznie jest powiększany a w jego kolekcji znajduje się ponad tysiąc eksponatów w tym dzieła m.in. El Greca, Zurbarán, Van Dycka, Tintoretta, Picasso i innych malarzy oraz wiele rzeźb, zabytkowej ceramiki, bogata kolekcja numizmatyczna z okresu od XVI do XVIII wieku. W ostatnich latach kolekcja rozrosła się dzięki otrzymaniu prac z kolekcji Boadilla del Monte.